# Reyes Etla (kommun)
Reyes Etla är en kommun i Mexiko.   Den ligger i delstaten Oaxaca, i den sydöstra delen av landet, 300 km sydost om huvudstaden Mexico City.
Följande samhällen finns i Reyes Etla:
- Reyes Etla
- San Lázaro Etla
- Barrio de San Juan de Dios
- Ejido Hacienda Vieja